# Andy Scherrer
Pour les articles homonymes, voir Scherrer.
Andy Scherrer, né le 10 octobre 1946 à Brunnadern et mort le 26 novembre 2019, est un musicien suisse. Il joue du saxophone et du piano.

## Biographie
Andy Scherrer naît en 1946 à Brunnadern. 
À l'âge de quinze ans, il apprend lui-même le saxophone.
Après une carrière autodidacte, il entre au Conservatoire de Bâle, puis à la Swiss Jazz School de Berne, où il enseigne de 1975 à 2011. Il est membre du Vienna Art Orchestra et du Concert Jazz Band de Georg Gruntz. Outre le saxophone, il joue également du piano.
Il joue avec Dexter Gordon, Benny Bailey, Gary Burton, Kenny Clarke et Abdullah Ibrahim.
Le site de la Radio télévision suisse écrit de lui qu'il est un « monument du jazz helvétique ».
Il meurt le 26 novembre 2019,.